# Bättre sänt än aldrig
Bättre sänt än aldrig (senare Mycket bättre sänt än aldrig och Ännu bättre sänt än aldrig) och uppföljaren Bättre sent än alltid var underhållningsprogram i Sveriges Radio, producerade av Bengan Wittström och Lasse O'Månsson.
Programmen sändes mellan januari 1971 och våren 1979. Program från serierna har genom åren sänts i repris i SR Minnen.
Det var Wittström som valde ut den mer eller mindre omöjliga musiken som spelades i programmen, bland annat en lång serie varianter av Tiger rag spelade i expressfart. Undertitlarna var "Melodier ni har glömt bort att ni kommer ihåg" och "Programmet i vilket Edvard Persson vilken vecka som helst kan förväntas sjunga 'Stormy Weather'". I seriens oåterkalleligen sista program spelades till sist denna skiva, som faktiskt visade sig existera, dock med svensk text. Den heter "Om Lindberg kommer" och handlar om Charles Lindbergs besök i Sverige år 1933, då han bland annat besökte släktgården nära Smedstorp.
Under 1980-talet återkom ungefär samma programkoncept i Plattetyder, också med Wittström som programledare, men nu tillsammans med Kjell Swanberg.